# Tammingahuizen (borg)
Tammingahuizen of Tammingehuizen was de naam van een inmiddels verdwenen borg die heeft gelegen tussen Ten Post en Winneweer in het Groningse Fivelingo. De borg lag aan de oude Stadsweg.
In 1995 is archeologisch onderzoek gedaan op de plek van Tammingahuizen. Hierbij werden onder het niveau van de borggracht twee muurtjes op een houten constructie gevonden. Op het borgterrein werd aardewerk uit de 13e of 14e eeuw aangetroffen. De gevonden muren stammen ook uit die tijd. Het huis heeft dus een verder onbekende voorganger gehad.
Het huidige borgterrein bestaat uit twee omgrachte terreinen, waarvan de borg waarschijnlijk op het oostelijke terrein stond en het schathuis vermoedelijk op het westelijke terrein. Het westelijke terrein dateert vermoedelijk van na 1584.

## Geschiedenis

### 15e eeuw
De eerste vermelding van de naam Tammingahuizen stamt uit 1447 wanneer er sprake is van Tyarck to Tammyngehusen. Uit de eerstvolgende eeuw is over Tammingahuizen niets overgeleverd al wordt een lid van de invloedrijke Groningse familie Clant, Egbert Clant, in verband gebracht met Tammingahuizen.

### 16e eeuw
In 1544 bezit Otto Clant, hoofdeling te Stedum en Scharmer, een heerd land, Tammingahuis genaamd. In 1564 is Otto's zoon Hendrik Clant door vererving eigenaar van Tammingahuizen. Hij woont met zijn vrouw Bele Froma op Tammingahuizen. Na het verraad van de Groninger stadhouder Rennenberg die het katholieke Groningen in 1580 aan Filips II uitleverde ontvluchtte de staatsgezinde Hendrik Clant de Ommelanden.
In 1587 wordt Tammingahuizen bij keerskoop verkocht. Koper is Hendriks broer Wigbolt Clant. Voor het eerst wordt Tammingahuizen dan omschreven als "een voorhuis en zijtkaemer, met poort, heem, grachten, zijlrechten, redgerrechten en alle heerlijkheden". Tammingahuizen is nu officieel één der Groninger borgen geworden. Het bijbehorende bezit wordt dan omschreven als 42 ½ gras groot. Tammingahuizen was in deze tijd door grachten omgeven en het huis bezat een poort en heminge. Het was ingeschreven in het Klauwboek.

### 17e eeuw
Wigbolt Clant overleed in 1617 waarna Tammingahuizen werd verkocht aan de familie Van Ewsum. In 1627 was Christoffel van Ewsum en in 1662 zijn zoon Ulrich van Ewsum eigenaar en daarmee ook hoofdeling en redger of rechter in Tammingahuizen en junker en hovelinck van Ten Post en Garrelsweer. Tammingahuizen was de hoofdzetel van de Van Ewsums. De borg is in 1677 afgebeeld op een wandkaart van de provincie Groningen die door Wilhelm en Frederik Coenders van Helpen werd versierd met afbeeldingen van borgen. De borg bestaat volgens de afbeelding uit twee haaks op elkaar staande vleugels in een T-vorm en is door een gracht omgeven. De rijke Van Ewsums bouwden de borg uit met een westelijk bijterrein waarop het schathuis, bedoeld om de oogst op te slaan, werd gebouwd. Na de aanleg van de Trekweg werd ook een Oostelijke toegangsweg naar de borg aangelegd. Na de dood van Ulrich erfden zijn dochter Johanna Emilia van Ewsum en haar man Rudolf Polman van Garreweer de borg.

### 18e eeuw
Na de dood van zowel Johanna Emilia als Rudolf Polman in 1719 erfde hun dochter Ida Johanna Polman de borg met de daaraan verbonden rechten en bezittingen. In 1721 trouwt deze Ida Johanna met Bernard Gruys. In 1732 stierf Ida Johanna bij de bevalling van een tweeling. Bernard Gruys stierf een jaar later. De borg werd gekocht door artilleriemeester Allard Lucas Gruys die geen directe familie was. In 1737 werden de goederen en rechten van Allard Lucas Gruys, met een waarde van in totaal 10.000 gulden, verkocht om zijn schulden af te lossen. Hierbij werden rechten en bezittingen gescheiden. De rechten, zoals collaties en eesterrechten worden gekocht door Egbert Rengers van Farmsum.
Het was mogelijk om deze rechten te scheiden en de machtige Groningse families bezaten door onderlinge huwelijken en de daardoor verkregen erfenissen meer borgen dan zij konden bewonen of onderhouden. De borg en de landerijen werden zonder de heerlijke rechten verkocht aan Jakob Themmen en zijn vrouw Hillegien Cornelis Cruisinga. Jakob Themmen, Gedeputeerde van de provincie Groningen, was een vermogend man met vele ambten. Het echtpaar bleef kinderloos. De borg wordt daarom voor een helft geërfd door de nazaten van Jakobs zuster, Dieuwer Themmen en voor de andere helft door de twee stiefzonen uit Hillegiens eerste huwelijk. Het lukte de gezamenlijke erfgenamen niet om Tammingahuizen te verkopen. Het onderhoud van een dergelijk huis was kostbaar. De gebroeders Cornelis en Brond Brontsema kochten 1765 Dieuwer Themmen uit. Vermoedelijk hebben de gebroeders de borg vervolgens gesloopt. Dat was een lot dat veel Groninger borgen in die tijd trof. Bouwmaterialen waren veel geld waard. De landerijen zijn in 1766 verkocht.

### 20e eeuw
De landerijen zijn na de sloop van het huis gebruikt als boerenland. Tussen 1905 en 1980 werden de omringende landerijen afgegraven voor de baksteenfabricage. In 1995 werd het borgterrein in zijn oude staat hersteld door Staatsbosbeheer. Langs de oprit werd toen ook beplanting aangeplant. In 2003 werd onder leiding van Landschapsbeheer Groningen een aantal maatregelen uitgevoerd ter verbetering van de herkenbaarheid van het borgterrein.